# Łukasz Rajewski
Łukasz Rajewski (ur. 26 maja 1989 w Płocku) – polski kick-bokser oraz zawodnik mieszanych sztuk walki (MMA). Mistrz Polski, Europy oraz Świata w kick-boxingu. W MMA walczył m.in. dla PLMMA, ACB, Cage Warriors, Babilon MMA czy KSW. Aktualnie związany z Oktagon MMA.

## Kariera MMA

### Wczesna kariera i początki w KSW
Rajewski pierwsze swoje dwa pojedynki zwyciężył przez nokauty, po czym dwa kolejne przegrał dla najlepszej polskiej federacji – Konfrontacji Sztuk Walki (KSW) m.in. z Łukaszem Chlewickim oraz Jakubem Kowalewiczem. Kolejne cztery pojedynki zwyciężył, w tym aż trzy w pierwszych rundach przez TKO.

### ACB i kariera od 2016 roku
24 września 2016 zadebiutował dla rosyjskiej federacji ACB (aktualnie ACA) i stoczył tam pojedynek z Rasulem Jakhjajewem. Walka został uznana za no contest, gdyż Rosjanin sfaulował Rajewskiego palcem w oko.
Trzy następne pojedynki stoczył w powrocie dla KSW, dwa wygrał m.in. z Sebastianem Romanowskim oraz Leo Zuliciem, a jedną przegrał z przyszłym mistrzem Salahdinem Parnassem.
17 listopada 2018 zawalczył dla brytyjskiej federacji Cage Warriors. Przegrał tam z duńskim zawodnikiem, Madsem Burnellem już w pierwszej rundzie poprzez poddanie (duszenie zza pleców).

### Babilon MMA i powrót do KSW
25 stycznia 2019 na gali Babilon MMA 7 przegrał jednogłośnie po trzech rundach z Danielem Rutkowskim.
8 czerwca 2019 powrócił do rosyjskiej organizacji – Absolute Championship Akhmat na jeden pojedynek, który przegrał w trzeciej rundzie przez poddanie tzw. gilotyną z Łukaszem Koperą.
Swój 16 zawodowy pojedynek odbył na gali Babilon MMA 11, poddał tam duszeniem zza pleców w trzeciej rundzie mistrza polski w zapasach, Piotra Przepiórkę.
29 sierpnia 2020 podczas gali KSW 54 pokonał po dobrej i wyrównanej walce niejednogłośnie Bartłomieja Koperę. Pojedynek został nagrodzony bonusem finansowym za najlepszą walkę wieczoru tamtej gali.
20 marca 2021 na KSW 59 wygrał kolejną walkę, pokonując na pełnym dystansie Niemca o polskich korzeniach, Konrada Dyrschke.
15 stycznia 2022 podczas gali KSW 66 zmierzył się z Belgiem, Donovanem Desmaem. Przegrał walkę przez poddanie balachą z pozycji do odwróconego trójkąta w drugiej rundzie.
28 maja 2022 na jubileuszowej gali KSW 70 stoczył walkę z argentyńsko-chorwackim, utytułowanym zapaśnikiem stylu klasycznego, Francisco Barrio. Walkę ponownie przegrał przez poddanie (duszenie zza pleców) w drugiej rundzie.
Podczas gali XTB KSW 78: Materla vs. Grove 2, która odbyła się 21 stycznia 2023 w hali Netto Arena, zmierzył się z reprezentującym Szwecję Afganem, Sahilem Sirajem. Rajewski powrócił na zwycięskie tory, naruszając najpierw Siraja mocnym prawym sierpowym, po czym ten upadł, a następnie błyskawicznie ruszył z kolejnymi uderzeniami na zamroczonego rywala.
19 sierpnia 2023 na XTB KSW 85: Parnasse vs. Ruchała w Nowym Sączu zmierzył się w walce przeciwko Francuzowi, Wilsonowi Vareli. Podczas ważenia Rajewski przekroczył zakontraktowany limit o 1,9 kg i stracił 40% pensji z gaży. Przegrał na pełnym dystansie decyzją jednogłośną.

### Oktagon MMA i powrót do Babilon MMA
W lutym 2024 roku ogłoszono, że Rajewski podpisał kontrakt z czesko-słowacką organizacją Oktagon MMA oraz podano informację o jego rezerwowej walce w turnieju o milion złotych. Pierwszą turniejową walkę dla nowego pracodawcy stoczył 2 marca w Ostrawie. Jego rywalem był weteran PFL czy Cage Warriors, Francuz – Jason Ponet. Zwyciężył po trzyrundowej batalii niejednogłośnie (2 x 29-28, 28-29) na kartach punktowych. Dzień później czesko-słowacka federacja opublikowała na swojej stronie internetowej możliwość głosowania dla kibiców na tzw. Lucky Losera, rezerwowego zawodnika, który wejdzie do turnieju o milion złotych. W głosowaniu został uwzględniony także Łukasz Rajewski, jednak uzyskał on jedynie 10% głosów, przez co nie dostał się do rozgrywki turniejowej.
20 lipca 2024 w Bratysławie na gali Oktagon 59: Summer Party zawalczy z byłym mistrzem federacji, Ivanem Buchingerem. Pierwotnie rywalem Rajewskiego miał być inny reprezentant Słowacji, Vojto Barborík, jednak ten musiał wycofać się z walki z powodu kontuzji. Walka Rajewskiego po raz drugi była starciem rezerwowym do turnieju Tipsport Gamechanger 2. W drugiej rundzie został poddany przez doświadczonego Słowaka.
Oczekiwano, że 28 września 2024 powróci do Babilon MMA na pojedynek z byłym mistrzem tej organizacji wagi lekkiej, Mateuszem Makarowskim. Ostatecznie „Raju” wypadł z tego starcia z powodu kontuzji, a nowym przeciwnikiem Makarowskiego został brat Łukasza, Sebastian Rajewski.

## Kick-boxing
Rajewski w formule kick-bokserskiej startował na zasadach low kick oraz K-1. Był m.in. mistrzem świata World Kickboxing Association (w K-1) z 2009 roku.
W listopadzie 2023 roku ogłoszono, że Rajewski podpisał kontrakt z nowo powstałą organizacją kick-bokserską Strike King. 13 stycznia 2024 w Kopalni Soli „Wieliczka” podczas pierwszej edycji gali Strike King zmierzył się przeciwko Gracjanowi Szadzińskiemu na zasadach K-1 w małych rękawicach (rękawice 8 uncjowe). Zwyciężył jednogłośną decyzją sędziowską po trzech rundach.

## Osiągnięcia[39]

### Kick-boxing
- Zawodowy Mistrz Europy Kickboxing Low Kick WKA
- Zawodowy Mistrz Polski Kickboxing Low Kick PZKB

- 2007: Mistrzostwa Europy Low-Kick WAKO – III miejsce, Faro[40]
- 2007, 2008, 2009: Mistrz Polski K-1 i Low-Kick[41]
- 2009: Mistrz Świata K-1 WKA[34]
- 2009: Puchar Świata Kickboxing Low Kick – II miejsce, Szeged
- 2010: Mistrzostwa Europy K-1 WAKO – III miejsce, Baku[40]
- 2010: Puchar Świata Kickboxing Low Kick – III miejsce, Szeged

### Wushu
- 2007, 2008: Mistrz Polski Wushu[42]
- 2008: Vice Mistrz Europy Seniorów Wushu

### Sanda
- 2003: Puchar Świata Sanda – II miejsce, Perugia
- 2004: Mistrzostwa Świata Sanda – I miejsce Perugia[43]

- 2006, 2007, 2008, 2009, 2010, 2012, 2013: Mistrz Polski Sanda
- 2009: Mistrzostwa Europy Sanda – II miejsce, Warszawa[41]

### Mieszane sztuki walki

#### Bonusy
- 2020: Gala KSW 54 – bonus za walkę wieczoru gali (z Bartłomiejem Koperą), Łódź[13]

## Lista zawodowych walk w MMA
| Wynik     | Bilans    | Przeciwnik (bilans przed walką) | Rozstrzygnięcie                                                         | Runda | Czas | Rozgrywki                                         | Data       | Miejsce      | Uwagi |
| --------- | --------- | ------------------------------- | ----------------------------------------------------------------------- | ----- | ---- | ------------------------------------------------- | ---------- | ------------ | --- |
| Przegrana | 13-10 (1) | Ivan Buchinger (42-9)           | Poddanie (duszenie d'Arce)                                              | 2     | 1:11 | Oktagon 59: Summer Party                          | 20.07.2024 | Bratysława   | Walka rezerwowa turnieju Tipsport Gamechanger 2 w wadze lekkiej. |
| Wygrana   | 13-9 (1)  | Jason Ponet (24-16-1. 1NC)      | Decyzja (niejednogłośna)                                                | 3     | 5:00 | Oktagon 54: Kincl vs. Wawrzyniak                  | 02.03.2024 | Ostrawa      | Walka rezerwowa turnieju Tipsport Gamechanger 2 w wadze lekkiej. |
| Przegrana | 12-9 (1)  | Wilson Varela (9-5)             | Decyzja (jednogłośna)                                                   | 3     | 5:00 | XTB KSW 85: Parnasse vs. Ruchała                  | 19.08.2023 | Nowy Sącz    | Limit umowny -72 kg. Rajewski przekroczył zakontraktowany limit. |
| Wygrana   | 12-8 (1)  | Sahil Siraj (7-1)               | TKO (prawy sierpowy i ciosy pięściami)                                  | 1     | 4:05 | XTB KSW 78: Materla vs. Grove 2                   | 21.01.2023 | Szczecin     | |
| Przegrana | 11-8 (1)  | Francisco Barrio (9-2)          | Poddanie (duszenie zza pleców)                                          | 2     | 2:52 | KSW 70: Pudzian vs. Materla                       | 28.05.2022 | Łódź         | Limit umowny -74 kg. |
| Przegrana | 11-7 (1)  | Donovan Desmae (14-7)           | Poddanie (dźwignia na staw łokciowy z odwróconego duszenia trójkątnego) | 2     | 4:07 | KSW 66: Ziółkowski vs. Mańkowski                  | 15.01.2022 | Szczecin     | |
| Wygrana   | 11-6 (1)  | Konrad Dyrschka (11-1)          | Decyzja (jednogłośna)                                                   | 3     | 5:00 | KSW 59: Fight Code                                | 20.03.2021 | Łódź         | Rajewski przekroczył zakontraktowany limit o 1,5 kg. |
| Wygrana   | 10-6 (1)  | Bartłomiej Kopera (9-5)         | Decyzja (niejednogłośna)                                                | 3     | 5:00 | KSW 54: Gamrot vs. Ziółkowski                     | 29.08.2020 | Warszawa     | Bonus za walkę wieczoru. Rajewski przekroczył zakontraktowany limit.                                                                                                   |
| Wygrana   | 9-6 (1)   | Piotr Przepiórka (3-3)          | Poddanie (duszenie zza pleców)                                          | 3     | 2:10 | Babilon MMA 11: Skibiński vs. Nalgiev             | 13.12.2019 | Radom        | |
| Przegrana | 8-6 (1)   | Łukasz Kopera (8-3)             | Poddanie (duszenie gilotynowe)                                          | 3     | 2:09 | ACA 96                                            | 08.06.2019 | Łódź         | Powrót do wagi lekkiej. |
| Przegrana | 8-5 (1)   | Daniel Rutkowski (6-2)          | Decyzja (jednogłośna)                                                   | 3     | 5:00 | Babilon MMA 7: Kita vs. Głuchowski                | 25.01.2019 | Żyrardów     | Co-Main Event. |
| Przegrana | 8-4 (1)   | Mads Burnell (9-3)              | Poddanie (duszenie zza pleców)                                          | 1     | 3:23 | Cage Warriors 99                                  | 17.11.2018 | Colchester   | Rajewski przekroczył zakontraktowany limit. |
| Wygrana   | 8-3 (1)   | Leo Zulić (8-2)                 | Poddanie (dźwignia na staw kolanowy)                                    | 1     | 1:48 | KSW 44: The Game                                  | 09.06.2018 | Gdańsk/Sopot | |
| Przegrana | 7-3 (1)   | Salahdine Parnasse (8-0)        | Decyzja (większościowa)                                                 | 3     | 5:00 | KSW 41: Mańkowski vs. Soldić                      | 23.12.2017 | Katowice     | |
| Wygrana   | 7-2 (1)   | Sebastian Romanowski (11-7-1)   | Decyzja (jednogłośna)                                                   | 3     | 5:00 | KSW 38: Live in Studio                            | 07.04.2017 | Warszawa     | |
| Nieodbyta | 6-2 (1)   | Rasul Jachjajew (10-3)          | No contest (przypadkowe wsadzenie palca w oko)                          | 1     | 1:37 | ACB 46: Olsztyński Legion                         | 24.09.2016 | Olsztyn      | Powrót do wagi piórkowej. Pojedynek został uznany za no contest, gdyż rywal nieumyślnie sfaulował Rajewskiego i wykluczył go z możliwości kontynuowania dalszej walki. |
| Wygrana   | 6-2       | Semen Tyrlya (11-13)            | TKO (uderzenia)                                                         | 1     | 0:39 | XFS – Night of Champions 9                        | 16.04.2016 | Poznań       | |
| Wygrana   | 5-2       | Roberts Skujiņš (5-6-1)         | TKO (uderzenia)                                                         | 1     | 3:46 | King of Kings – KOK World Grand Prix 2016 in Riga | 27.02.2016 | Ryga         | |
| Wygrana   | 4-2       | Aleksandr Zawadzki (0-1)        | TKO (uderzenia)                                                         | 1     | 0:52 | Makowski Fighting Championship 9                  | 12.12.2015 | Nowa Sól     | |
| Wygrana   | 3-2       | Girichan Chamurzajew (0-0)      | Decyzja (jednogłośna)                                                   | 3     | 5:00 | Makowski Fighting Championship 8                  | 12.09.2015 | Zielona Góra | |
| Przegrana | 2-2       | Jakub Kowalewicz (5-1)          | Poddanie (duszenie zza pleców)                                          | 1     | 3:05 | KSW 30: Genesis                                   | 21.02.2015 | Poznań       | |
| Przegrana | 2-1       | Łukasz Chlewicki (11-3-1)       | Decyzja (jednogłośna)                                                   | 3     | 5:00 | KSW 27: Cage Time                                 | 17.05.2014 | Gdańsk/Sopot | Przejście do wagi lekkiej. |
| Wygrana   | 2-0       | Piotr Kosiński (0-1)            | KO (cios pięścią)                                                       | 1     | 3:17 | XFS – Night of Champions 6                        | 19.04.2014 | Poznań       | Limit umowny -69 kg. |
| Wygrana   | 1-0       | Jacek Wojnicki (4-2)            | TKO (uraz kolana)                                                       | 3     | 0:21 | PLMMA 28 – Bieżuń                                 | 15.02.2014 | Bieżuń       | Debiut w wadze piórkowej. |

## Lista walk w kick-boxingu
| Wynik   | Bilans | Przeciwnik         | Rozstrzygnięcie       | Runda | Czas | Rozgrywki     | Data       | Miejsce   | Uwagi                     |
| ------- | ------ | ------------------ | --------------------- | ----- | ---- | ------------- | ---------- | --------- | ------------------------- |
| Wygrana | 1-0    | Gracjan Szadziński | Decyzja (jednogłośna) | 3     | 3:00 | Strike King 1 | 13.01.2024 | Wieliczka | Zasady K-1. Co-Main Event |

## Życie prywatne
Jego bracia Sebastian, Robert Jr. i Mateusz również są zawodnikami, a ojciec Robert jest trenerem w klubie Rajewski Team.